# (4787) Shulʹzhenko
(4787) Shulʹzhenko es un asteroide perteneciente al cinturón de asteroides, descubierto el 6 de septiembre de 1986 por la astrónoma ucraniana Liudmila Zhuravliova desde el Observatorio Astrofísico de Crimea (República de Crimea).

## Designación y nombre
Designado provisionalmente como 1986 RC7. Fue nombrado Shulʹzhenko en honor a la cantante rusa Klavdiya Ivanovna Shulʹzhenko.

## Características orbitales
Shulʹzhenko está situado a una distancia media del Sol de 2,257 ua, pudiendo alejarse hasta 2,513 ua y acercarse hasta 2,001 ua. Su excentricidad es 0,113 y la inclinación orbital 5,046 grados. Emplea 1238 días en completar una órbita alrededor del Sol.

## Características físicas
La magnitud absoluta de Shulʹzhenko es 13,8. Tiene 5,046 km de diámetro y su albedo se estima en 0,61.